# Stift Börstel

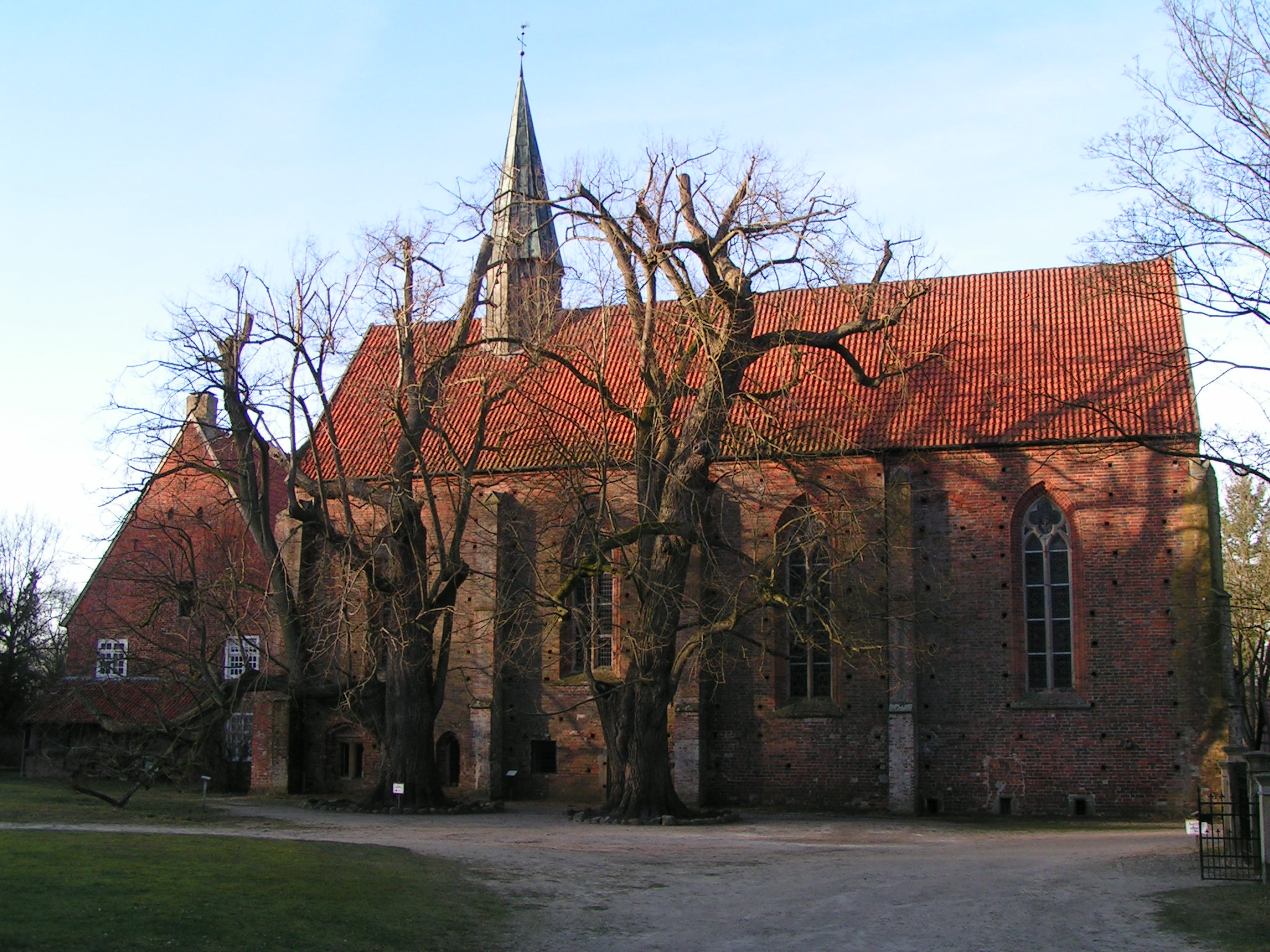
Das freiweltliche Damenstift Börstel. Südseite der Stiftskirche

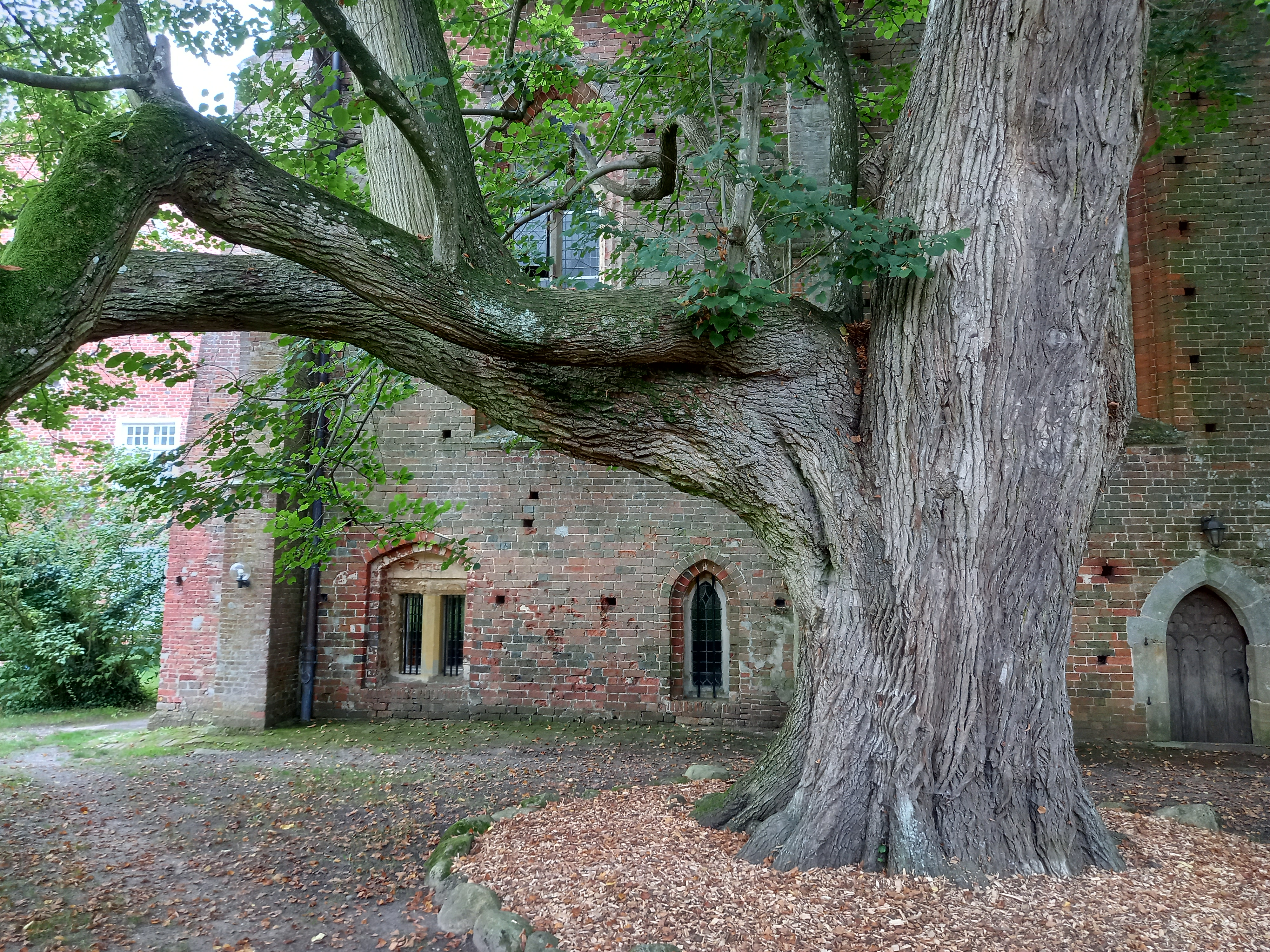
300–400 Jahre alte beblätterte Linde vor der Stiftskirche (Nahaufnahme)

Das Stift Börstel ist ein ehemaliges Zisterzienserinnenkloster am nördlichen Rand des Landkreises Osnabrück.
Es ist heute ein freiweltliches Damenstift.

## Lage

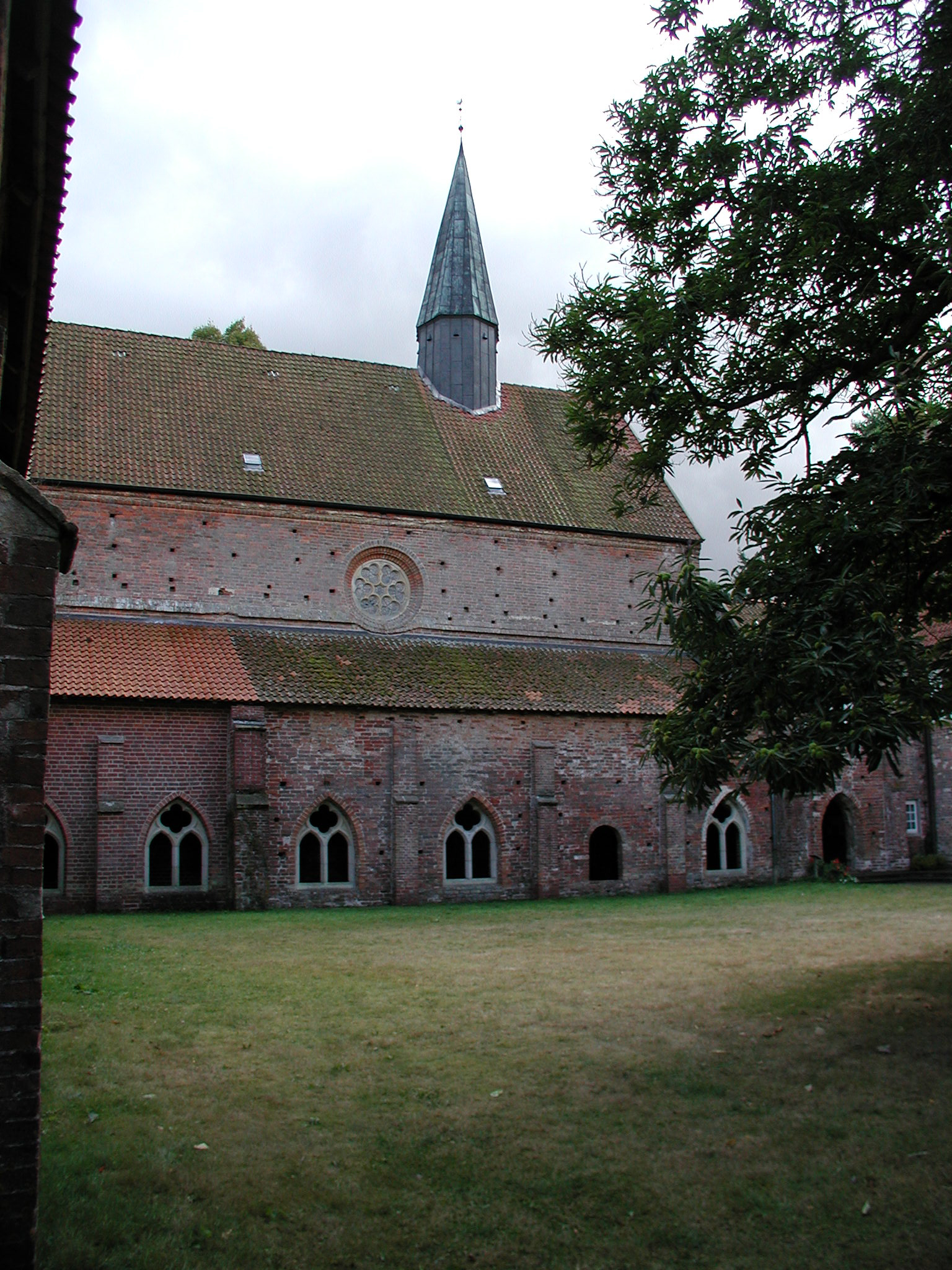
Nordseite der Stiftskirche mit vorliegendem Kreuzgang

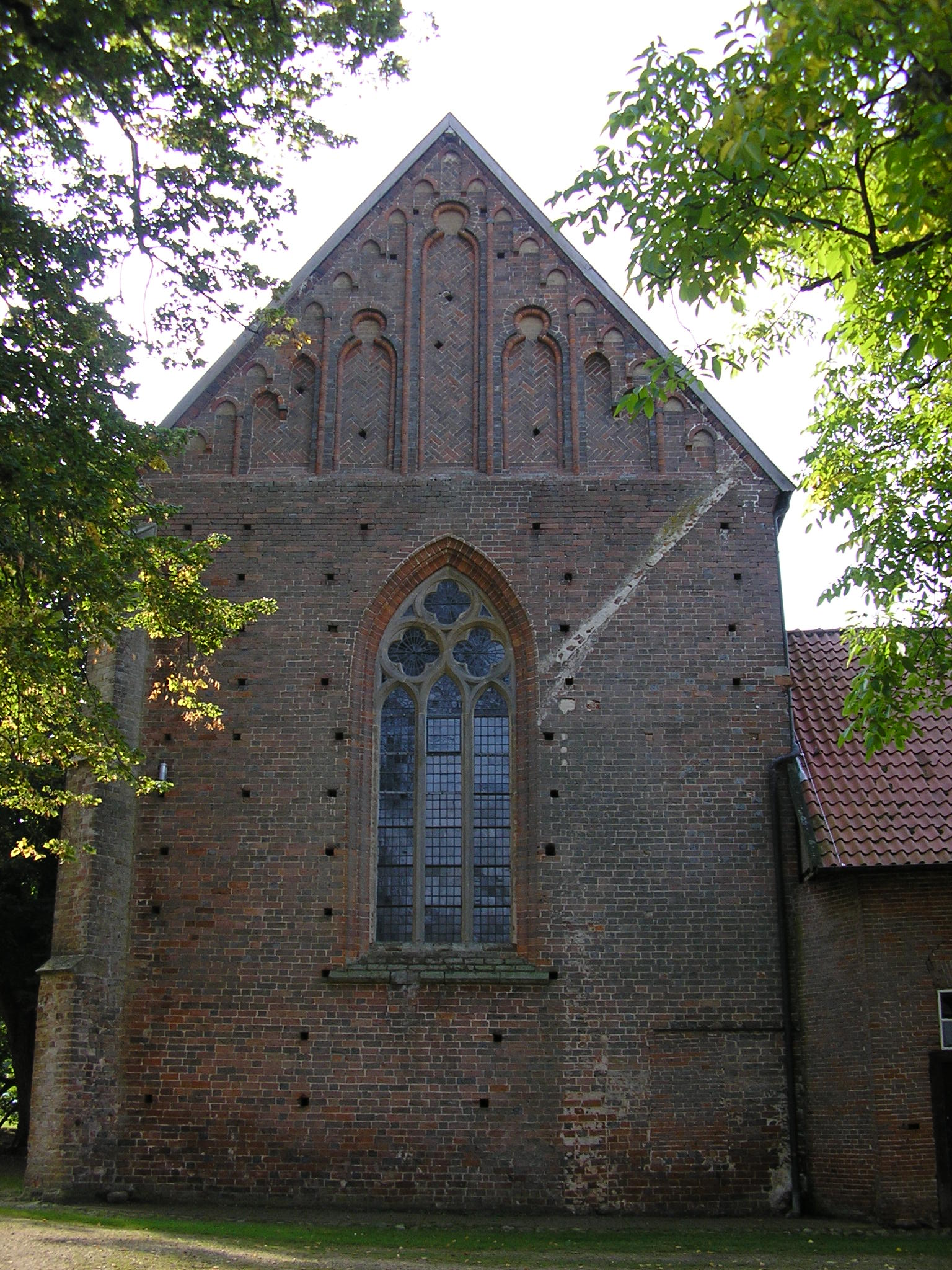
Ostgiebel der Stiftskirche

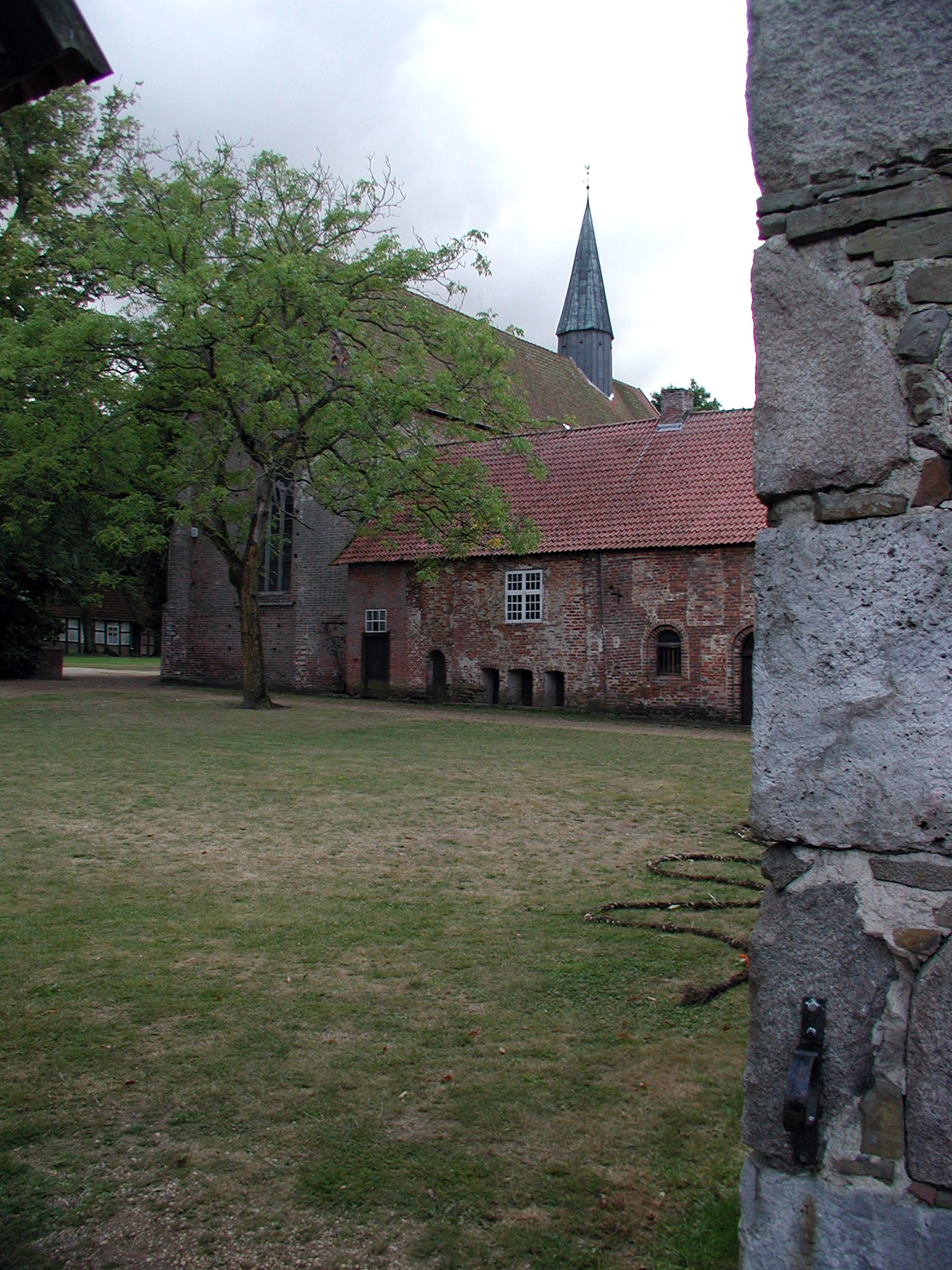
Blick von der Hofseite auf den Ostgiebel der Stiftskirche

Das Stift Börstel, im Börsteler Wald gelegen, wurde im Mittelalter auch „Börstel“ (Borstel) genannt. Es liegt an der Straße Berge – Herzlake und ist dem gleichlautenden Ortsteil der Gemeinde Berge innerhalb der Samtgemeinde Fürstenau zugehörig. Das Stift liegt an den nördlichen Ausläufern der Ankumer Höhe und gehört zum Natur- und Geopark TERRA.vita.
Das ehemalige Kloster ist nach alter Tradition der Zisterzienser abseits gelegen. Wanderer haben einen Fußweg von etwa einer Stunde zur nächsten Ansiedlung vor sich. Seit dem Mittelalter hat sich daran nichts geändert.
Das Stift ist seit dem 17. Dezember 2018 in das 141 ha große Landschaftsschutzgebiet „Börsteler Wald und Teichhausen“ (LSG OS 053) eingebettet. Dieses Landschaftsschutzgebiet bedeckt die gleiche Fläche wie das gleichnamige Fauna-Flora-Habitat-Gebiet. Laut der Website baumkunde.de sind die beiden ca. 400 Jahre alten markanten Linden an der Südseite der Klosterkirche Naturdenkmale.

## Geschichte

### Mittelalter
Einer Überlieferung nach sollen die Grafen Otto I. und Johann I. von Oldenburg das Zisterzienserinnenkloster um 1244 als Kloster „Rosental“ in Menslage gegründet haben, die ihren dort liegenden Meierhof hierfür hergaben. Eine Verbindung des neugegründeten Konventes zum Orden selbst ist jedoch nicht nachweisbar. Urkundlich wird das Kloster erstmals im Jahr 1246 erwähnt, das Gründungsjahr ist wenige Jahre zuvor anzunehmen. So heißt es in der ersten noch vorhandenen Urkunde des ehemaligen Hochstifts Osnabrück vom 3. Juni 1246:
„Engelbert I. von Isenberg (stammend von der Burg Isenberg/Hattingen), Bischof  von Osnabrück, überträgt dem Kloster in Menslage das Erbe Schlingmann (Slinge) bei Menslage mit drei Erben der Bauerschaft Herbergen, die ihm sein Vasall Johannes Sture resigniert hat“.
Die Gründung des Konventes (conventui in Menslage Cisterciensis ordinis contulimus) erfolgte in Menslage, jedoch fanden dort wahrscheinlich keine baulichen Maßnahmen statt (Nutzung der Hofgebäude). Um 1251 erfolgte die Verlegung in den Börsteler Wald. Dazu heißt es in der Urkunde von März 1251 zu Tecklenburg:
„Graf Otto I. von Tecklenburg verkauft dem nach Börstel zu verlegenden Kloster in Menslage die Hälfte eines Sundern in Börstel, Kirchspiel Berge, für 100 Mark und bezeugt, dass er dem Bischof als Lehnsherren das Land resigniert und dieser es daraufhin dem Kloster übertragen hat“.
Die schnelle Verlegung des Klosters ist wohl auf Gütertausch und als Reaktion der Oldenburger Grafen im Zusammenhang mit Veränderungen der Gebietszuständigkeiten zu sehen. In den Auseinandersetzungen zwischen den Bischöfen von Osnabrück mit den Grafen von Tecklenburg, von diesen wurde dem Mörder des Engelbert von Köln († 1225) Schutz gewährt, siegten die Osnabrücker. Nach dem Frieden von 1236 fiel die als Lehen innegehabte Kirchenvogtei der Grafen an das Hochstift zu Osnabrück. Hier im „Börstel“ wurde nach Errichtung der allgemeinen klösterlichen Anlagen auch eine Klosterkirche „St. Marien“ erbaut, ein Backsteingebäude als vierjochige Saalkirche mit geradem Chor abschließend. Der Zeitpunkt der Einweihung oder durch wen die Kirche „consecriert“ wurde, ist nicht bekannt.
Nach der ersten Bezeichnung Kloster Rosental erscheint nun in der Anfangszeit des Konvents der wohl nach der Patronin der Zisterzienserinnen, der Gottesmutter Maria, gewählte Name Kloster „Marienbergen“. Dieser Eigenname wird in Verbindung mit dem Ortsnamen in einigen Urkunden allerdings nur im 13. Jahrhundert benutzt.
In den ersten 80 Jahren seines Bestehens erhielt das Kloster alleine sechs päpstliche Schutzzusagen zu seiner rechtlichen Absicherung. Diese reichen von einer Schutzbulle Innozenz IV. bis zu einer Bestätigung der
klösterlichen Rechte durch Johannes XXII.
Durch weitere Schenkungen über Jahrhunderte hin der Fürstenhäuser Oldenburg und Tecklenburg, aber auch durch eigene Landkäufe des Konvents sowie der Zuwendungen der Abtei Corvey, welche mehrere Ortschaften dem Kirchspiel Löningen abtrennte und der Neugründung der Zisterzienserinnen gab, wuchs ein umfangreiches Besitztum der Klosterfrauen heran.

### Reformationszeit und Dreißigjähriger Krieg
Um den Jahrhundertwechsel vom 15. auf das 16. Jahrhundert kann nach Urkundenlage der sanfte Wechsel von katholischen Gottesdienstformen hin zur lutherischen Liturgie festgestellt werden. Auf die Reformierung des Gottesdienstes lassen auch die Formulierungen in der Wahlanzeige der Äbtissin Beata Schade (1532–1556) schließen; als Zeugen der Wahl traten lutherische Pastoren auf: Bartholomäus Niggemann aus Berge und Ludolf Erffmann aus Quakenbrück. Verschiedene Zeugnisse geistlichen Lebens sprechen bis in das nachreformatorische Jahrhundert hinein für eine konfessionelle Mischform in Börstel aus evangelischer Predigt und römisch-katholischem Ritus. Wie in vorreformatorischer Zeit kamen die Chorsängerinnen zu den Stundengebeten auf der Nonnenempore zusammen, die allerdings nicht mehr siebenmal, sondern nur noch dreimal am Tag gehalten wurden. Predigtgottesdienste fanden am Mittwoch, Freitag und Sonntag statt.
Während des spanisch-niederländischen und des Dreißigjährigen Krieges wurde das Kloster durch Plünderungen, Einquartierungen und hohe Kontributionsverpflichtungen schwer belastet. Nach der Besetzung des Hochstifts Osnabrück 1633 durch schwedische Truppen verschärfte sich die Lage für die wenigen verbliebenen Zisterzienserinnen, die 1637 und 1638 insgesamt fünfmal auf das bei Fürstenau gelegene Wasserschloss Lonne und in das reformierte Lingen flüchten mussten.

### Wandel im 17. Jahrhundert

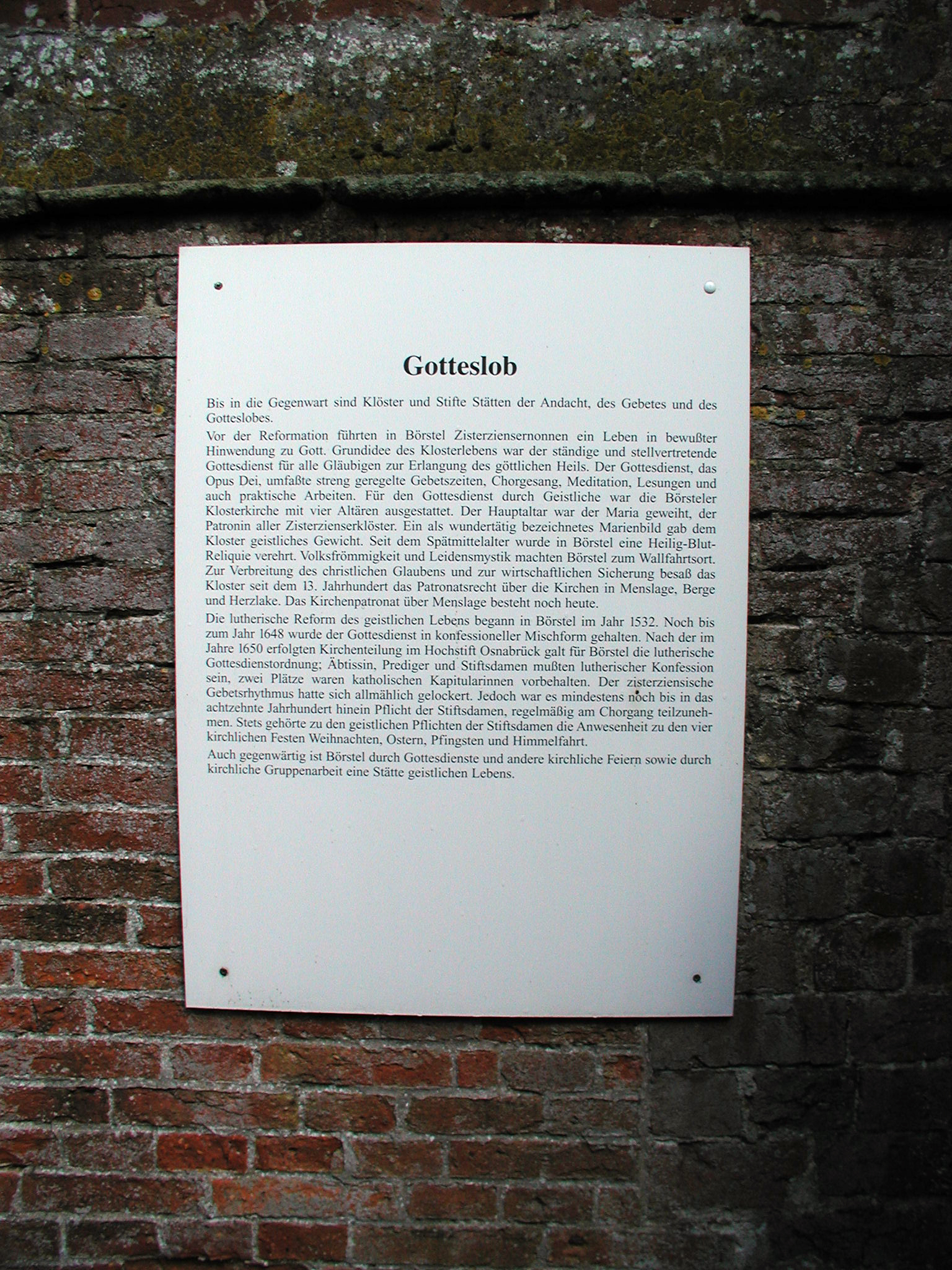
Hinweistafel an der Kirche.

Mit folgendem Satz vom 24. November 1632 lässt der Konvent seine Eigengehörige Magd Christina Bunning aus Bippen frei:

„Wir Gertrudt von Althauß abdissin, Elisabeth Kirstapell seniorin, Lucretia Wolbergh von Haeren kellnersche und fort semptliche stiftsjufferen zum Borstell uhrkunden, bekennen und betzeugen in und mit diesem unserm offnen, besiegelten brieffe oder documento manumissionis vur uns, unsere nachkommen und allermenniglichen, dass wir unsere und dieses stiffts leibaigenbehörige magdt Christinen Bunnings, so von Heinrich Bunningh saligeren und Gesen eheleute im kirchdorfe Bippen wohnhaft ehelich geporn, dieselbe ihres aigenthumbs gefreiet, erledigt und erlassen und sie anstat ihrer mutter Gesen Bunnings jetzgemelt, so freies standes ufm erbe kommen.“

- April 1643,  Erwähnung eines Geistlichen für Börstel.

„Das Stift Börstel bestätigt Konrad Kruse, Pastor zu Börstel, dass es ihm 100 Reichstaler Lohn und dafür bis zu deren Auslösung Zinszahlungen leistet“.
Eine gravierende Änderung des Konvents erfolgte erst nach der Reformation. In deren Folge veränderten sich auch die Lebensgewohnheiten der Börsteler Klosterfrauen, die bis dahin strenge Klausur hob man auf, die Zisterzienserinnen wurden von ihrem Ordensgelübde entbunden. Auch die Auflösung des Lebens in der Gemeinschaft zugunsten eigenständigen Wohnens, der Besuch von Verwandten und Freunden im Kloster oder selbst verreisen können, all dies war nun erlaubt.
Mit den im Westfälischen Frieden und auf dem Reichstag zu Nürnberg von 1650 ausgehandelten Bedingungen der „Immerwährenden Kapitulation“ (Capitulatio perpetua osnabrugensis) kam die Bezeichnung freiweltliches Stift und neue Regularien. Diese bestimmten, dass von den zehn Kapitelangehörigen acht, darunter die Äbtissin, protestantisch und zwei katholisch sein sollten. Diese Regelung hat bis jetzt Gültigkeit.

### Französische Herrschaft
In der Zeit der Französischen Herrschaft wurde das Stift im Dezember 1811 aufgehoben, dies wurde jedoch schon Ende 1813 wieder rückgängig gemacht. Mit den Freiheitskriegen von 1813/1814 brach in Westfalen das napoleonische Herrschaftssystem rasch zusammen. Bereits im November des Jahres wurden große Teile vom preußischen Militär besetzt.

### Heute gültige Regularien
Traditionell mussten Äbtissinnen des Klosters bzw. Stifts Börstel adeliger Herkunft sein und diese durch eine Aufschwörungstafel nachweisen. Die aus Altersgründen ausscheidende Äbtissin Johanne von Bodelschwingh wurde 2004 durch die bürgerliche Diplom-Geographin Britta Rook abgelöst, die heute noch das Amt ausübt. Das Stiftskapitel ist sowohl weltlicher als auch geistlicher Entscheidungsträger für die Belange des Stifts. So nimmt das Stiftskapitel am Kapiteltag den Wirtschaftsbericht der Äbtissin entgegen, beschließt den Haushalt und verantwortet die wirtschaftliche Existenz des Stiftes. Die Äbtissin ist geistliche Leitung des Kapitels und Geschäftsführerin des Stiftsbetriebs. Das Stift ist wirtschaftlich eigenständig und muss seinen Haushalt mit dem historischen Stiftungsbesitz selbstständig erwirtschaften.

## Urkunden
Zur Geschichte des Stiftes Börstel existiert eine außergewöhnlich umfangreiche Dokumentation, fast alle Themenbereiche klösterlicher Angelegenheiten sind in originalen Urkunden erhalten. Als Beleg für eine Kirche können folgende zwei Urkunden gelten:
- 1323

Im Jahr 1323 wurde eine Kaplanspräbende durch eine Dotation an den Altären der Jungfrau Maria und des heiligen Nikolaus gestiftet.
- September 1325

„Das Kloster Börstel verkauft dem Priester Hermann genannt Honeke für 23 Mark den Zehnten dreier Erben mit deren kleinem Zehnten in dem von zwei Kotten im Kirchspiel Herzlake, die dieser mit Zustimmung des Bischofs von Osnabrück für einen Altar des Klosters gestiftet hatte“.
Eine Vielzahl weiterer Urkunden enthält Aussagen über die Geschichte des Stifts Börstel:
- März 1363

„Vor Johann von Brasche, Richter zu Quakenbrück, verkauft der Knappe Konrad von Lohne die Eigenbehörige Teleke von Orthe für zwei Mark an das (conventui sanctimonialium Borstelo) Kloster Börstel“.
- September 1470

„Vor Lambert Hermannshus, Richter zu Menslage, schwört Tebbe ton Oldenhus von einer Fehde gegen das Kloster Börstel ab“.
- Mai 1540

„Arnold van der Borch, Dompropst in Osnabrück,  teilt als Richter und Kommissar Karls V. der Äbtissin des Klosters Börstel mit, dass sie Georg Roberg eine Pfründe zuweisen soll“.
- Juni 1572

„Remert von Russel, Richter zu Ankum, bestätigt, dass Hille Stottenmann als freie Person geboren ist“.
- Juni 1581

„Das Domkapitel zu Osnabrück verkauft dem Stift Börstel für 1500 Taler die Zehnten in der Bauerschaft Renslage, Wierup und Klein Mimmelage des Kirchspiels Menslage“.

## Heutiger baulicher Zustand der Stiftsanlage
Kernstück der recht großen Anlage ist die ehemalige frühgotische (norddeutsche Backsteingotik) Klosterkirche „St. Marien“.
Die Außenmaße der Kirche betragen 10,50 Meter in der Breite und 30,70 Meter in der Länge. Dem mächtigen Bauwerk dienen als Unterbau unbearbeitete, in dieser Region Deutschlands häufig vorhandene Findlingsblöcke unterschiedlicher Größe und Form. Der darauf ruhende Natursteinsockel ist die Basis des mit fünf Strebepfeilern versehenen aufstrebenden Ziegelmauerwerkes. Dies gliedert sich in vier Joche, jeweils mit einem gotischen Spitzbogenfenster unterteilt. An Süd- und Nordseite befinden sich oberhalb der Fenster aus dem Mauerwerk hervortretende friesartige Gesimse in drei Ziegelsteinlagen. Besonderen Wert legte man auf die Ausgestaltung der Kirchenostseite.
Hier am Ostgiebel als „Schauseite“ findet sich eine reichhaltige architektonische Gliederung. Das mit Spitzbögen und Arkaden versehene Mittelfeld schließt im oberen Bereich mit dreigestaffelten Blendbahnen im Dreiviertelkreis ab. Verstärkt wurde eine Auflockerung des Giebels durch zusätzliche dekorative Ziegelsteinornamentik. Der Westgiebel ist recht schlicht gehalten, er hat lediglich einige Blendfenster und Ziegelsteinverzierungen im Zick-Zack Motiv. Im Gegensatz zum Ostgiebel, welcher wohl nach alter Vorlage in der Mitte des 19. Jahrhunderts nach Abbruch neu aufgemauert wurde, und bis auf einige zu unterschiedlichen Zeiten vorgenommene Ausbesserungen der Strebepfeiler ist der Ziegelsteinbestand der Kirche im Original erhalten.

## Sehenswertes

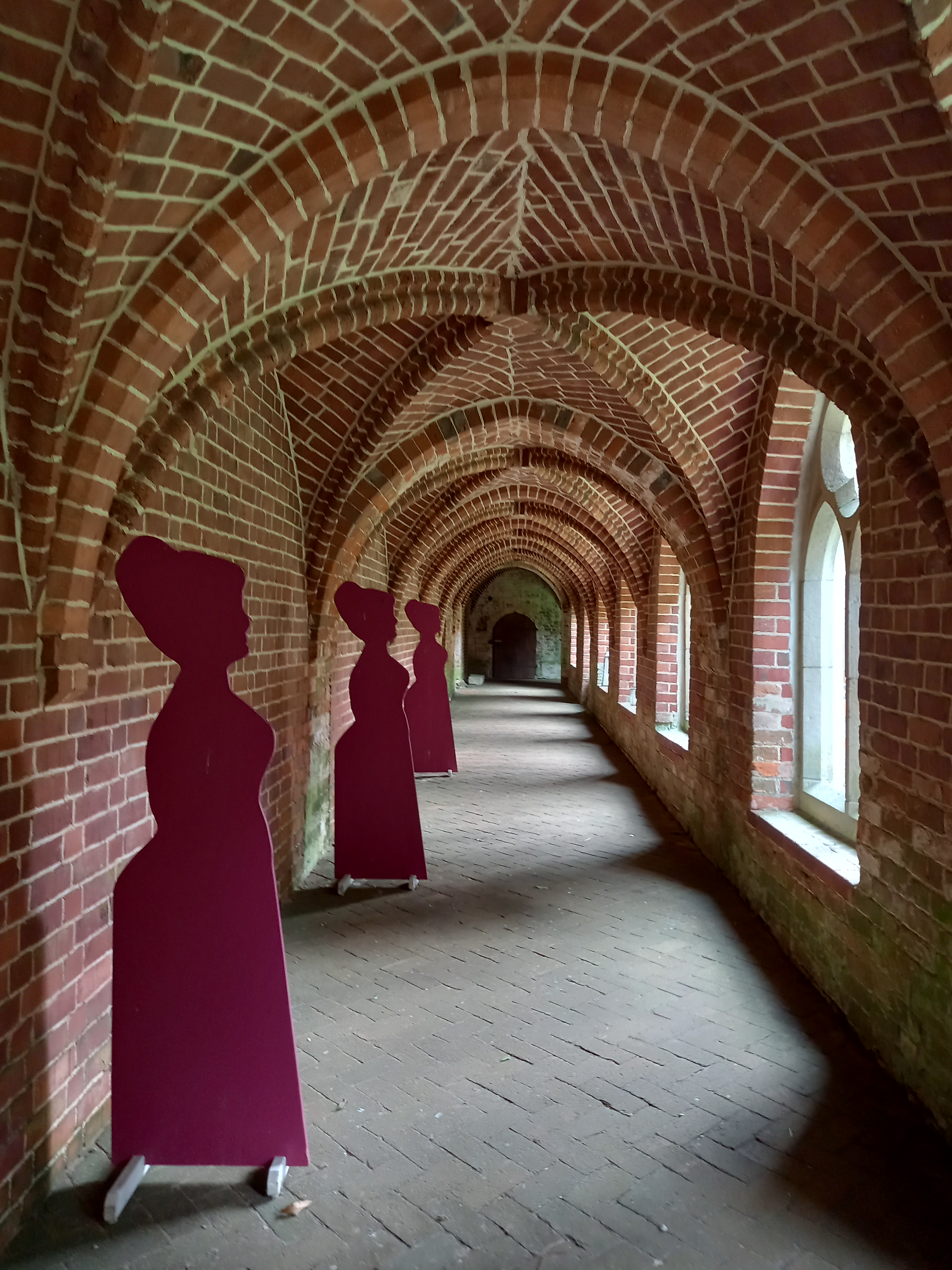
Der Kreuzgang

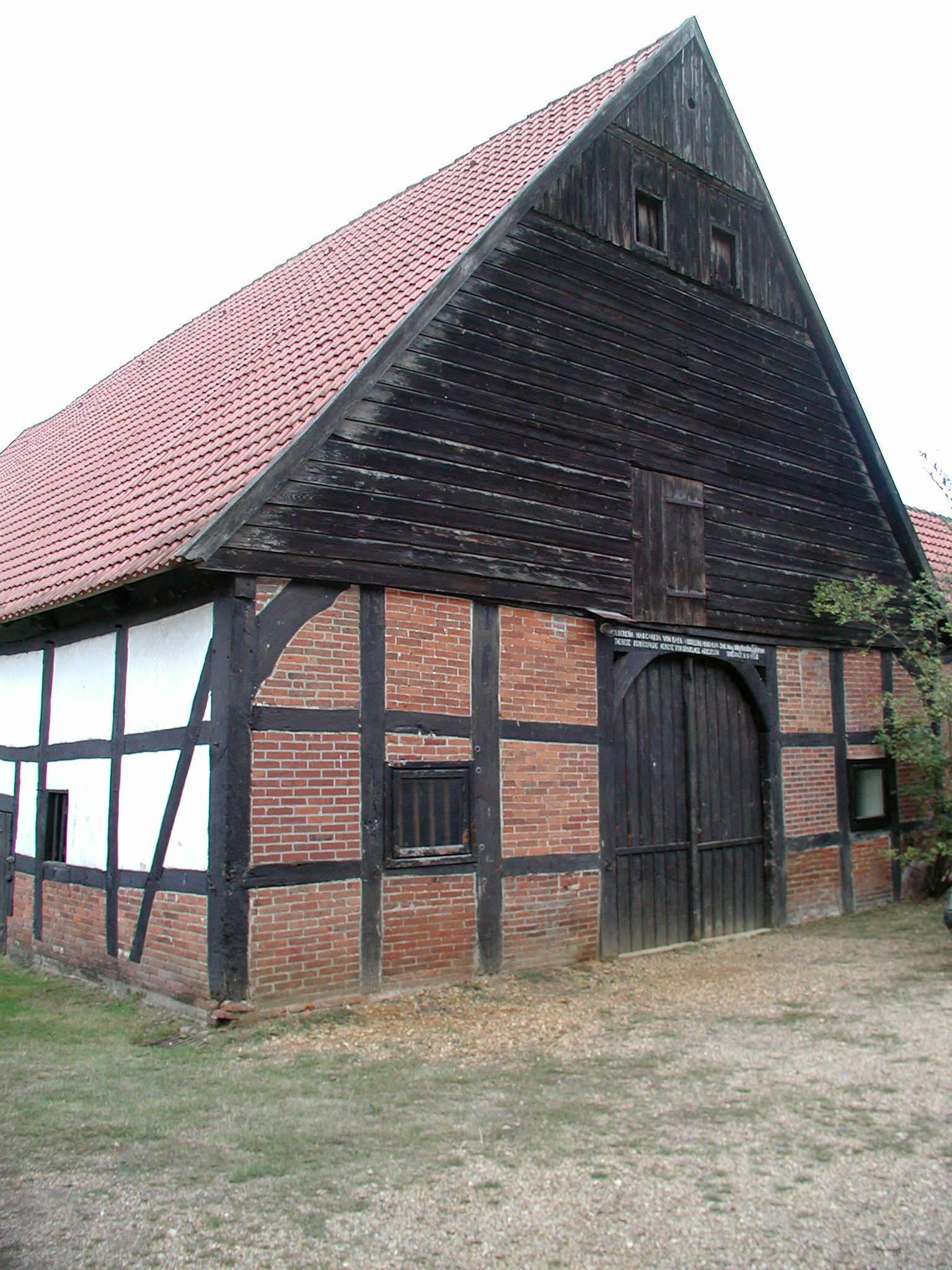
Wirtschaftsgebäude, Roggenspeicher

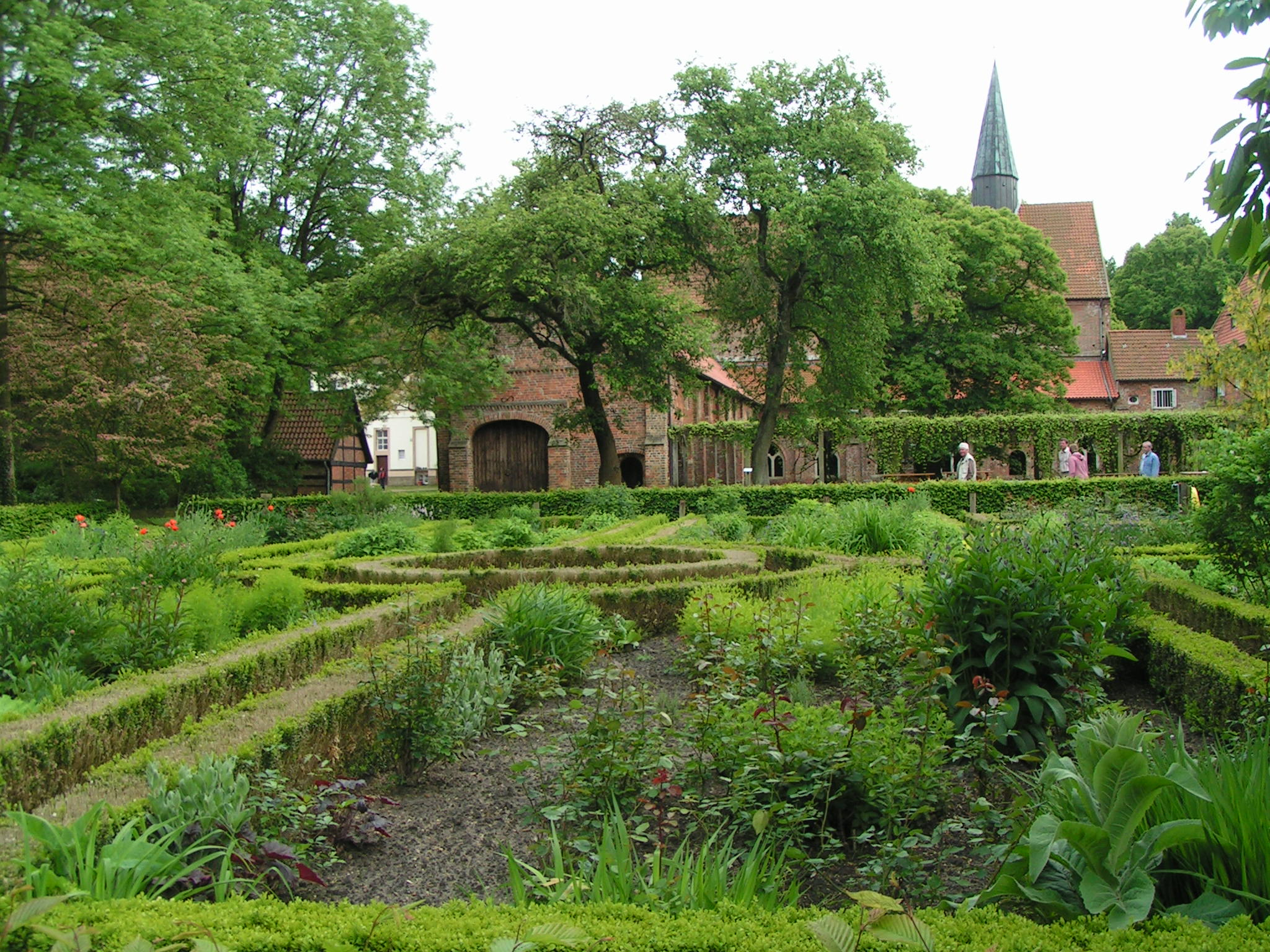
Garten von Stift Börstel

- Ein der Kirche angegliederter gut erhaltener Kreuzgang.
- Ein barocker Altar aus dem Jahr 1710, der von Thomas Jöllemann geschaffen wurde.

Weitere Sehenswürdigkeiten im Umfeld: Roggenspeicher, Waldfriedhof, alter Waldbestand und der Moorlehrpfad im Hahnenmoor.

## Nutzung
Stift Börstel ist auch heute noch von der ökumenischen geistlichen Gemeinschaft der Stiftsdamen bewohnt. Allerdings wohnen nicht alle Kapitularinnen im Stift.
Als freies Stift und Stiftung öffentlichen Rechts dient das Stiftskapitel dem Erhalt, der Bewirtschaftung, sozialen, kirchlichen und kulturellen Füllung des Stiftes. So veranstaltet das Stiftskapitel mit Unterstützung eines Freundeskreises ganzjährig Kulturangebote. In der Stiftskirche finden in den Sommermonaten Konzerte statt. Seit 2007 wird hier alljährlich im Juli das Börsteler Gitarrenseminar mit international renommierten Dozenten veranstaltet. Im alten Kornspeicher werden im Winter Vorträge zu gesellschaftlichen und kirchlichen Themen angeboten. Ausstellungen, Dichterlesungen und Anderes ergänzen das Angebot.
Vorrangig ist das Stift seit seiner Gründung bis zum heutigen Tag Lebensort alleinstehender Frauen, die in einer christlichen Gemeinschaft leben und arbeiten. Junge Frauen können im Stift Börstel ein Freiwilliges Ökologisches Jahr oder ein Praktikum ableisten; sie erhalten dabei für einige Monate den Status von Jugendkonventualinnen.
Seit der Gründung des Zisterzienserinnenklosters bis zum heutigen Tag finden in der Stiftskirche regelmäßig öffentliche Gottesdienste und Gebetszeiten, heute in der liturgischen Form von Taizé, statt. Seit 2005 wird vom Stift ein Programm für Einkehrzeiten, Meditationstage u. a. erarbeitet.
Die umliegenden Gebäude bieten Platz für Konferenzen, Feiern und Unterkunft. Aber auch Unterbringungsmöglichkeiten in unterschiedlichen Kategorien für Kinder- und Jugendfreizeiten, Reiterurlaub oder Familientreffen.